# Гришовский, Алексей Васильевич
Алексей Васильевич Гришковский (10 мая 1904, Мерница — 5 марта 1990, Харьков) — генерал-майор артиллерии ВС СССР (11 июля 1946), бригадный генерал Народного Войска Польского (3 мая 1945).

## Биография
Родился 10 мая 1904 года в крестьянской семье (7 человек). Русский. Окончил сельскую школу в деревне Мацы, в годы Первой мировой войны уехал в эвакуацию в Тамбовскую губернию. По рассказам его сестры Марии Васильевны, дети тяжело переносили дорогу и часто голодали. В 1918 году Алексея подобрали войска РККА, где он стал сыном полка и полковым писарем. 10 ноября 1918 года начал службу в рядах РККА, далее участвовал в Гражданской войне как боец 10-й армии Южного фронта РККА и в штурме Перекопа.
В 1922—1923 годах Алексей учился на курсах младших командиров, был командиром взвода 7-го стрелкового полка в Казани, командиром батареи 7-го стрелкового полка с 1932 года. Слушатель курсов Военной артиллерийской академии РККА в 1932—1937 годах. В 1939 году допрашивался НКВД по доносу, но затем был отпущен. Преподавал в офицерской школе, с января 1938 года — заместитель начальника артиллерии 138-го артиллерийского полка в Ростове-на-Дону. В том же году скончались родители и младший брат, для сбора средств на похороны матери семья Алексея продала корову.
В марте 1941 года Гришковский был назначен начальником штаба артиллерии 64-й стрелковой дивизии в Орджоникидзе. Великую Отечественную войну встретил под Ленинградом, далее был назначен в 18-ю армию, с осени 1941 года — начальник артиллерии 353-й стрелковой дивизии на Северо-Кавказском фронте. Участник обороны Донбасса, освобождению Ростова-на-Дону, обороне Краснодарского края и Кавказа. С августа 1942 года — подполковник артиллерии. 4 ноября 1942 года был опубликован приказ о награждении Орденом Красной Звезды. Согласно семейным воспоминаниям, подполковник Гришковский демонстрировал артподготовку своего подразделения лично Леониду Брежневу.
Гришковский участвовал на юге в боях за местечки Фонагорейское, Безымянное, высоту 326.4 Горячеключевского района и высоту Семашхо. Полковник с декабря 1942 года, в январе 1943 года переведён в Черноморскую группу Закавказского фронта со своей 353-й стрелковой дивизией, участвовал в боях за освобождение Кубани. В сентябре 1943 года в составе 56-й армии как командир артиллерии 22-го стрелкового корпуса участвовал в прорыве «Голубой линии», награждён 10 октября 1943 года орденом Красного Знамени. Участвовал в составе 22-го стрелкового корпуса 1-го Украинского фронта в освобождении Правобережной Украины, награждён орденом Отечественной войны I степени за умелое руководство артиллерийскими частями, обеспечивавшими выполнение боевых приказов по разгрому врага. Летом 1944 года в 3-й гвардейской армии участник освобождения Левобережной Украины, осуществлял прорыв линии обороны немцев в районе восточнее местечка Горохув и форсирование реки Западный Буг (награждён орденом Красного Знамени). Командир артиллерии 67-го стрелкового корпуса.
С ноября 1944 года полковник Гришковский занимал пост заместителя начальника артиллерии 3-й армии Войска Польского, однако формирование 3-й армии было прекращено. С декабря 1944 года направлен в состав 2-й армии Войска Польского, в конце апреля 1945 года назначен временно исполняющим обязанности командующего её артиллерией. Участвовал в боях в районе Бауцена. 3 мая 1945 года по решению Президиума Государственного народного совета Польши за умелое руководство артиллерией, которое позволило отбить контратак противника и не дало ему обойти Бауцен на севере, получил звание бригадного генерала Войска Польского, орден Virtuti Militari V степени и Крест Храбрых. Позже Гришковский чуть не стал жертвой покушения солдат Армии Крайовой: погиб его адъютант Григорий Чирва.
11 июля 1946 года Совмин СССР присвоил А.В.Гришковскому звание генерал-майора артиллерии. С 5 октября по 5 декабря 1945 года он был начальником артиллерии Познанского военного округа, в 1946 году назначен командиром артиллерии 2-й армии ГСВГ, в мае 1946 года — исполняющий обязанности начальника артиллерии Архангельского военного округа. В 1948—1952 годах учился в Высшей военной академии имени Ворошилова в Москве, в 1952—1953 годах командовал зенитными войсками береговой артиллерии, в 1953—1955 годах — артиллерией Северо-Кавказского военного округа. С 1955 по 1959 годы — начальник факультета зенитно-ракетных войск академии Говорова в Харькове. В 1958 году приглашён в Кремль вместе с лучшими выпускниками факультета. В отставке с 1961 года, был до 1964 года директором совхоза в Харьковской области.
Скончался 5 марта 1990 года. Похоронен на воинском (2-м городском) кладбище города Харькова.

## Награды

### СССР[3]
- Орден Ленина[1]
- Четыре ордена Красного Знамени (в т.ч. 10 октября 1943[1] и 27 июня 1945)
- Орден Суворова II степени (25 августа 1944)[1]
- Орден Отечественной войны I степени (3 января 1944)[1]
- Орден Красной Звезды (30 января 1943, наградной лист от 4 ноября 1942)[1]
- Юбилейная медаль «За воинскую доблесть. В ознаменование 100-летия со дня рождения В.И. Ленина»
- Медаль «За оборону Кавказа»
- Медаль «За победу над Германией в Великой Отечественной войне 1941—1945 гг.»
- Юбилейная медаль «20 лет победы над Германией в Великой Отечественной войне 1941—1945 гг.»
- Юбилейная медаль «30 лет победы над Германией в Великой Отечественной войне 1941—1945 гг.»
- Юбилейная медаль «40 лет победы над Германией в Великой Отечественной войне 1941—1945 гг.»
- Медаль «Ветеран труда»
- Медаль «Ветеран Вооруженных Сил СССР»
- Юбилейная медаль «ХХ лет РККА»
- Юбилейная медаль «30 лет Советской Армии и Флота»
- Юбилейная медаль «40 лет Вооруженных Сил СССР»
- Юбилейная медаль «50 лет Вооруженных Сил СССР»
- Юбилейная медаль «60 лет Вооруженных Сил СССР»
- Юбилейная медаль «70 лет Вооруженных Сил СССР»

### Польша[3]
- Орден Virtuti Militari V степени (3 мая 1945)[1]
- Крест Храбрых (3 мая 1945)[1]
- Медаль «За участие в боях за Берлин»
- Медаль «За Одру, Нису и Балтику»
- Медаль Победы и Свободы
- Орден «Крест Грюнвальда» III степени